# 孟晓林
孟晓林（1964年1月—），男，汉族，四川安县人，中华人民共和国政治人物，曾任西藏日报社总编辑、党委书记、社长，中华全国新闻工作者协会副主席，中共西藏自治区党委宣传部常务副部长，西藏自治区人民政府副主席。现任西藏自治区政协党组副书记、副主席。